# Ropaži (novads)
Ropaži (łot.: Ropažu novads) – jeden z łotewskich novadsów, funkcjonujący od 2021.
W skład novadsu wchodzą: 
- miasto: Vangaži
- pagastsy: Garkalne, Ropaži, Stopiņi

## Historia
Novads powstało podczas reformy administracyjnej w 2021, z połączenia dotychczasowych novadsów: Garkalne, Ropaži, Stopiņi i części novadsu Inčukalns.